# Rêveuse Bourgeoisie
 (janvier 2020).
Si vous disposez d'ouvrages ou d'articles de référence ou si vous connaissez des sites web de qualité traitant du thème abordé ici, merci de compléter l'article en donnant les références utiles à sa vérifiabilité et en les liant à la section « Notes et références ».
Rêveuse Bourgeoisie est un roman de Pierre Drieu la Rochelle, publié en 1937 par Gallimard (réédition Gallimard Folio en 1982).

## Résumé
Le livre raconte l'histoire d'une famille bourgeoise sur le déclin avant et après la Première Guerre mondiale. En trois parties, le récit se déroule sur trois générations. L'évolution de la famille fait écho au déclin de la bourgeoisie française à la même époque. Drieu écrivit ce roman au moment où il s'engageait de plus en plus sur le plan politique, mais ses thèmes et son récit sont apolitiques et autocritiques.

## Édition
Une première partie du roman parut en novembre 1936 dans un numéro de La Nouvelle Revue française. Gallimard publia le texte intégral l'année suivante. La réception critique était bonne ; le roman fut accueilli en chef-d'œuvre bien que l'on fît des réserves sur le changement du tempo vers la fin du roman.